# Capella dels Socors (Tossa de Mar)

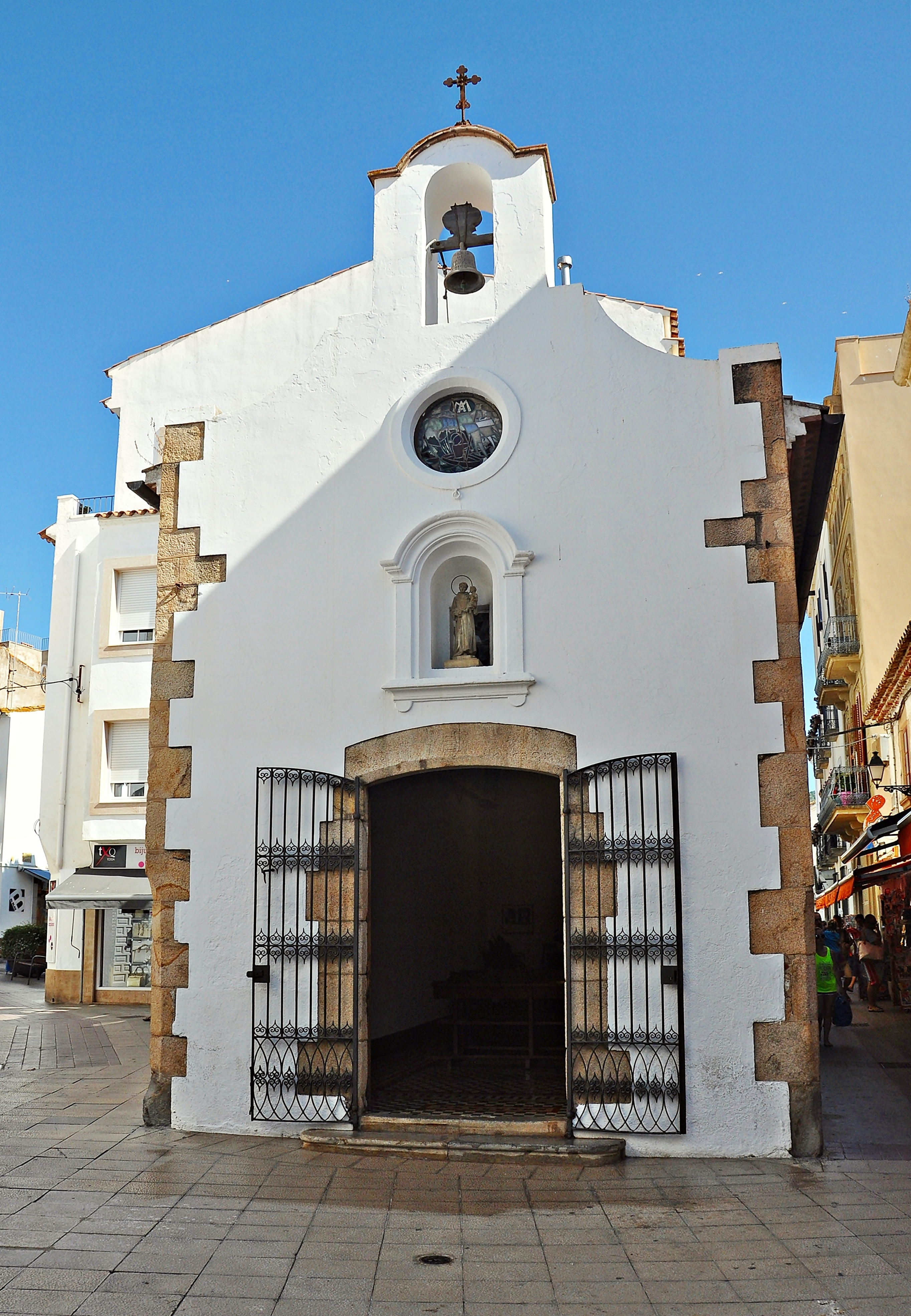
Frontansicht

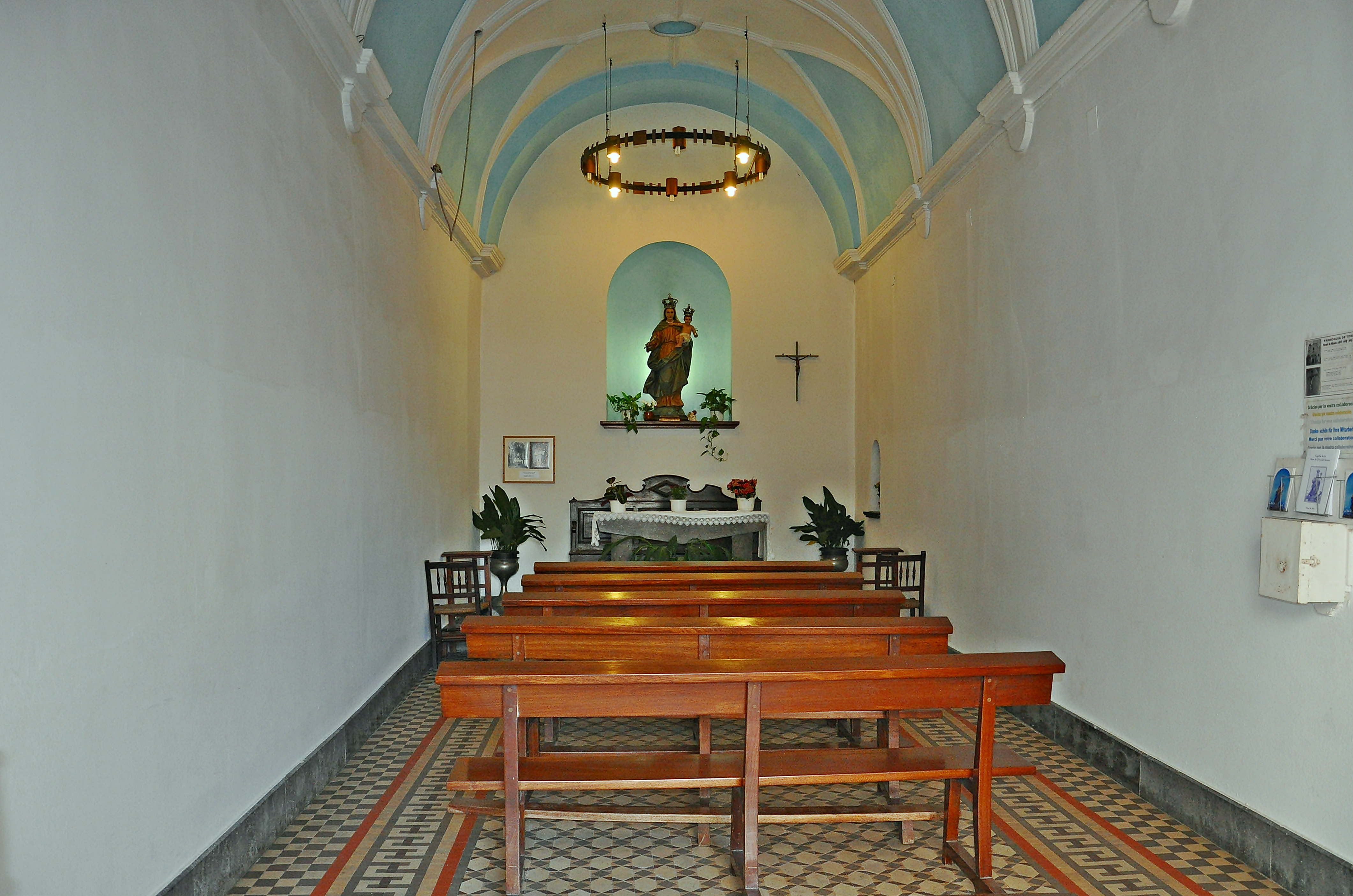
Innenraum

Die Capella dels Socors (deutsch: Hilfe- oder Beistandskapelle) in Tossa de Mar ist eine Kapelle und steht unter Denkmalschutz.

## Geschichte
Die Kapelle wurde durch den See- und Kaufmann Antoni Caixa 1593 gestiftet. Sie befand sich ursprünglich deutlich vor den Mauern der Stadt am damaligen Weg nach Lloret de Mar in den Obstgärten des Ortes. Mutmaßlich lag die Ursache des Kapellenbaus in einem Gelübde des Stifters um ihn aus Seenot zu retten. An den Stifter erinnert eine Tafel an der Kapelle, die ein Schiff in schwerer See und im Hintergrund die Kapelle in den Gärten zeigt.
Etwa in den Jahren 1718–1720 wurde die Kapelle erweitert. Sowohl in den Länge als auch in der Höhe fand eine Erweiterung statt. 1870 erwarb Miquel Martí i Vidal die Kapelle um die der Kirchengemeinde zur Verfügung zu stellen. In den Folgejahren wurden weitere Ausbauten und Renovierungen vorgenommen. So stammt die Eingangstür aus der Zeit; der Aufbau mit der Glocke wurde 1889 errichtet. Im Spanischen Bürgerkrieg wurde die Ausstattung der Kapelle 1936 weitgehend zerstört. Insbesondere der Verlust des barocken Altarbildes aus dem Jahr 1726, welches Pau Costa zugeschrieben wurde, wog schwer.
1943 und 1944 wurde die Kapelle wieder hergerichtet. 1967 erfolgte eine Sanierung, bei der die Kapelle ihr heutiges Aussehen erhielt.

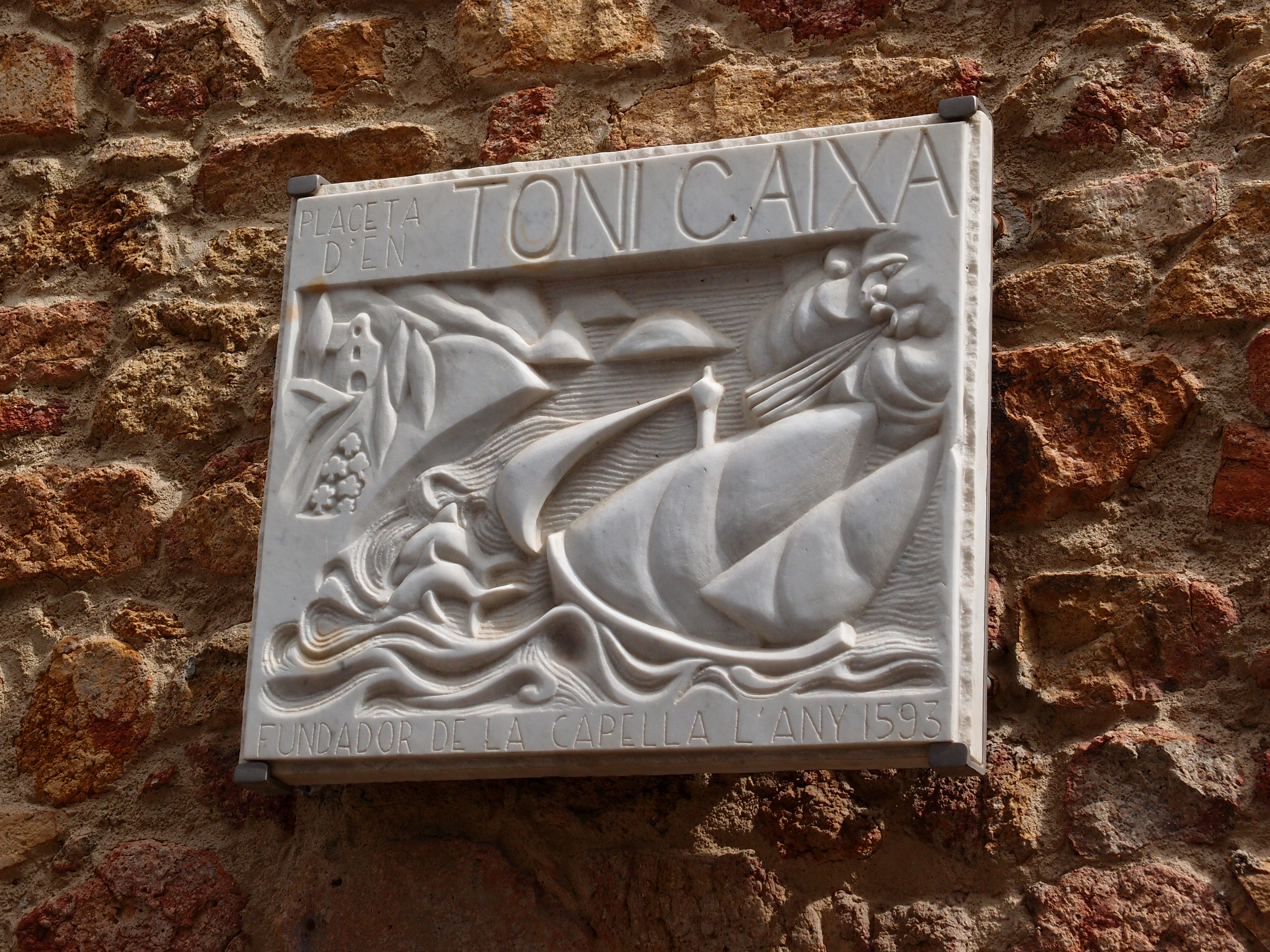
Tafel mit der Entstehungsgeschichte
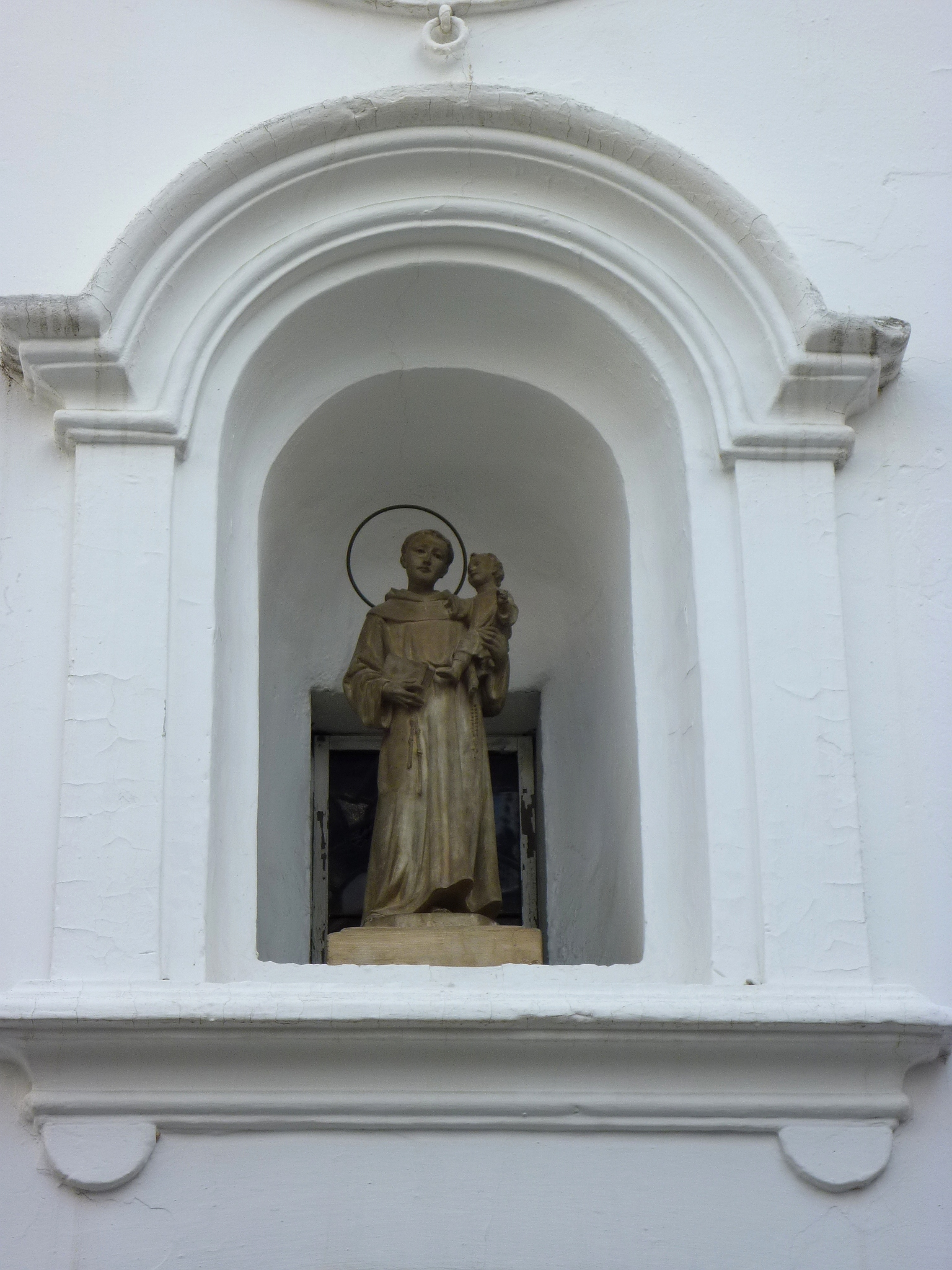
Figur über dem Eingang
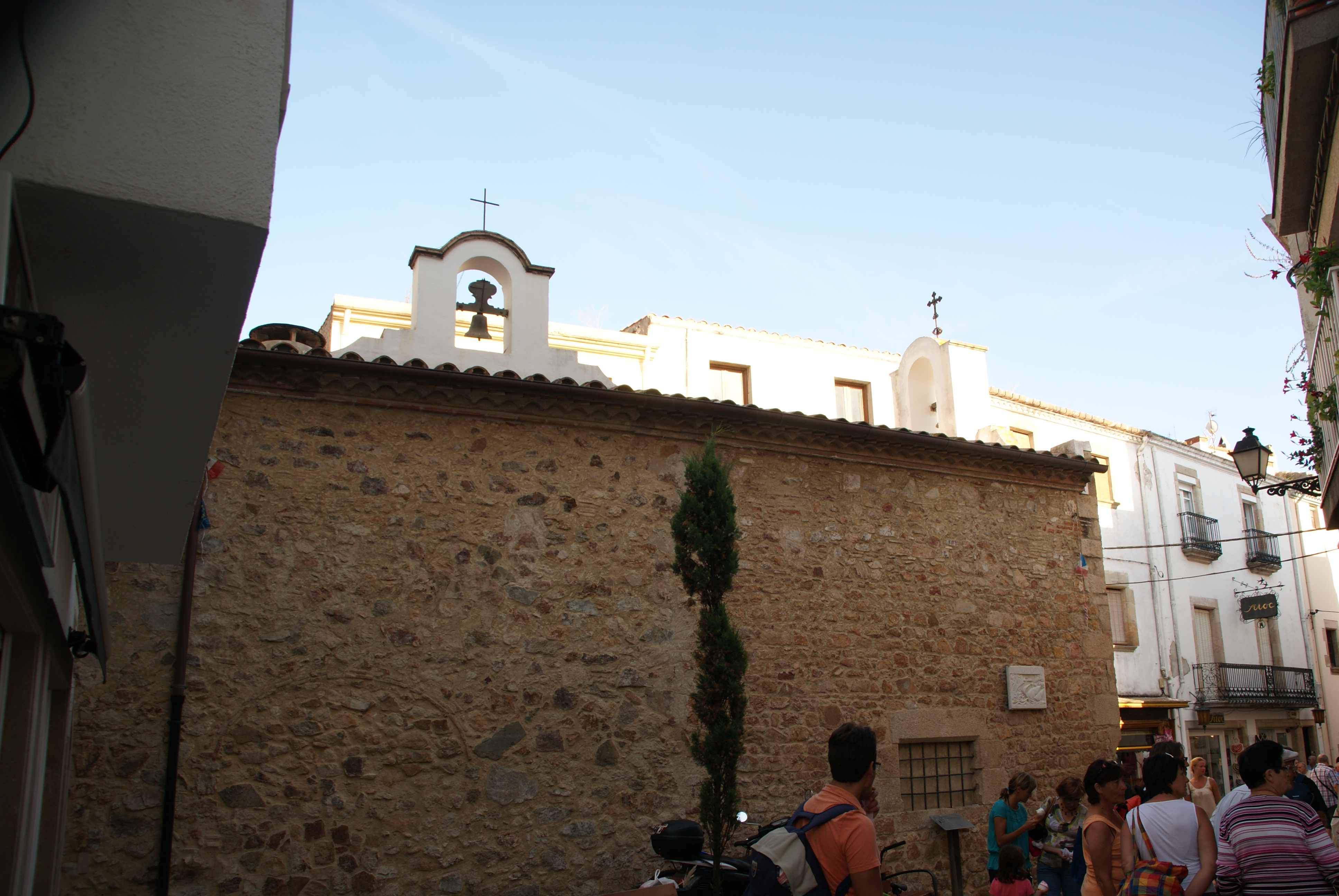
Seitenansicht der Kapelle

## Beschreibung
Die Kapelle befindet sich inmitten der Fußgängerzone von Tossa de Mar am Kopfende der Carrer dels Socors, der Straße, die direkt auf den Haupteingang der Altstadt zuläuft. Sie teilt den Verkehrsfluss in die Carrer de la Guàrdia und die Carrer del Pou de la Vila. Auf der Rückseite der Kapelle liegt der zentrale Platz Plaça Espanya.
Auf einem rechteckigen Grundriss ist ein einstöckiges Tonnengewölbe errichtet. Die Kapelle ist an der Frontseite weiß verputzt. Die Seitenwände sind in Naturstein belassen. Auf dem Dach befinden sich zwei Glockenreiter, einer über der Front und einer an der Seite.

## Traditionen
Jedes Jahr wird am 2. Juli die festa de la Mare de Déu dels Socors (deutsch: Fest der helfenden Jungfrau) gefeiert. Am 29. Juni während der festa de St. Pere wird eine Sardana auf der Carrer dels Socors veranstaltet. Die Kapelle ist Start und Ziel einer lokalen Wallfahrt nach Santa Coloma de Farners, die jeweils am 20. und 21. Januar erfolgt.